# Port lotniczy Sandnessjøen
Port lotniczy Sandnessjøen – norweski, krajowy port lotniczy położony w Stokka.

## Linie lotnicze i połączenia
| Linia lotnicza | Kierunek                                                                                      |
| -------------- | --------------------------------------------------------------------------------------------- |
| Widerøe        | 1. Bodø 2. Brønnøysund 3. Namsos (od 31 marca 2024) 4. Oslo-Gardermoen 5. Rørvik 6. Trondheim |